# Svišťový štít
Svišťový štít je rozložitý vrchol v hlavním hřebeni Vysokých Tater. Leží mezi Severním Divým sedlem (v masívu Divé veže) a Svišťovým sedlem (Hranatou vežou). Jde o uzlový bod, ze kterého vybíhají boční hřebeny. Obklopují ho z východní strany Veľká Studená dolina, ze severu Rovienková kotlina a z jihozápadu Svišťová dolina.

## Topografie
Štít má tři vrcholy z nichž jihozápadní je hlavní. Leží v blízkosti Severního Divého sedla od něhož vede boční hřeben na Svišťový roh a Svišťové veže. Ve středu oblouku na hlavním hřebeni leží Prostredný vrchol. Z něj na jihovýchod pokračuje Svišťový chrbát, ve které leží Východný vrchol a tři Svišťové kopy.

## Jméno a první výstupy
Vrchol byl do roku 1897 nepojmenovaný. První návštěvníci na vrcholu byli August Otto a horský vůdce Johann Hunsdorfer starší 20. července 1897. Nazvali jej Mittel-Gebirge (prostřední pohoří), protože z něj vystupují čtyři hřebeny. V německé literatuře se nazývá Mittelgebirge a v maďarské Kőzephegység. Slovenský název vystihuje jeho umístění nad Svišťovou dolinou. Stejně znějící název má štít i v polštině, Świstowy Szczyt. V zimě byl první na jeho vrcholu Gyula Komarnicki 16. února 1913.

## Pěší turistika
I když není na turistické stezce (která vede na sedlo Prielom), je jedním z nejsnáze dostupných vrcholů ve Vysokých Tatrách. Proto je často navštěvován jak vysokohorskými turisty v létě, tak v zimě skialpinisty. Výstup probíhá od Zbojnické chaty. Lezení je možné zejména na severní stěně nad Rovienkovou kotlinou.